# Comté de Bullock
Pour les articles homonymes, voir Bullock.
Le comté de Bullock (Bullock County en anglais) est un comté situé dans l'État d'Alabama. Son siège est situé à Union Springs.

## Histoire
Le comté de Bullock a été fondé le 5 décembre 1866. Les frontières ont changé en février 1867.

## Démographie
| 1870   | 1880   | 1890   | 1900   | 1910   | 1920   |
| ------ | ------ | ------ | ------ | ------ | ------ |
| 24 474 | 29 066 | 27 063 | 31 944 | 30 196 | 25 333 |

| 1930   | 1940   | 1950   | 1960   | 1970   | 1980   |
| ------ | ------ | ------ | ------ | ------ | ------ |
| 20 016 | 19 810 | 16 054 | 13 462 | 11 824 | 10 596 |

| 1990   | 2000   | 2010   | - | - | - |
| ------ | ------ | ------ | - | - | - |
| 11 714 | 10 914 | 10 914 | - | - | - |